# Вдали от рая
«Вдали от рая» (англ. Far from Heaven) — ретро-драма Тодда Хейнса (2002), стилизованная под красочные послевоенные мелодрамы Дугласа Сирка («Имитация жизни», «Всё, что дозволено небесами»). Главную роль исполняет Джулианна Мур, удостоенная за эту актёрскую работу кубка Вольпи Венецианского кинофестиваля, а также номинаций на премии «Оскар» и «Золотой глобус».
Фильм исследует расовые, гендерные роли, сексуальную ориентацию и социальные классы Америки 1950-х годов.
По фильму в 2013 году был поставлен одноимённый офф-бродвейский мюзикл с Келли О'Хара в роли Кэти.

## Сюжет
США, штат Коннектикут, конец 50-х годов. Домохозяйка Кэти узнает, что её муж, успешный бизнесмен и «единственный мужчина, которого она всегда хотела», — гомосексуал. Он старается излечиться, прибегает к услугам маститого доктора Боумена, предложившего ему пройти курс репаративной терапии, но в конце концов уходит от Кэти к молодому любовнику.
Одновременно с лечением супруга Кэти постепенно сближается с чернокожим сыном её умершего садовника, Рэймондом, не обращая внимания на господствующие вокруг предубеждения и возмущение окружающих. Когда муж оставляет её, Кэти всерьез задумывается о возможности быть с Рэймондом, но тот сообщает ей, что переезжает в Балтимор, так как в Коннектикуте чернокожим людям спокойной жизни ждать не приходится.
В финальной сцене Кэти приезжает проститься с Рэймондом на вокзал. Они молча смотрят друг другу в глаза, и он навсегда покидает город.

## В ролях
- Джулианна Мур — Кэти Уитакер
- Деннис Куэйд — Фрэнк Уитакер
- Деннис Хэйсберт — Рэймонд Диган
- Патриша Кларксон — Элеанор Файн
- Виола Дэвис — Сибил
- Джеймс Ребхорн — доктор Боумен
- Майкл Гэстон — Стэн Файн
- Райан Уорд — Дэвид Уитакер
- Линдси Андретта — Дженис Уитакер
- Джордан Пёриар — Сара Диган
- Джун Скуибб — пожилая женщина

## Съёмки
Оператору Эдварду Лэкмену удалось создать «картинку 50-х» благодаря использованию осветительного оборудования, техник и фильтров того времени.
Актёр Деннис Хэйсберт по ходу съёмок вынужден был постоянно ездить от восточного побережья США до Лос-Анджелеса, чтобы принимать участие в ТВ-шоу «24 часа», съёмки которого шли параллельно. Актриса Джулианна Мур была беременна в ходе съёмок фильма.

## Награды и номинации
- 2003 — 4 номинации на премию «Оскар»: лучшая женская роль (Джулианна Мур), лучший оригинальный сценарий (Тодд Хейнс), лучшая музыка к фильму (Элмер Бернстайн), лучшая операторская работа (Эдвард Лэкмен)
- 2003 — 4 номинации на премию «Золотой глобус»: лучшая женская роль — драма (Джулианна Мур), лучшая мужская роль второго плана (Деннис Куэйд), лучший сценарий (Тодд Хейнс), лучшая музыка к фильму (Элмер Бернстайн)
- 2003 — премия «Выбор критиков» за лучшую женскую роль (Джулианна Мур), а также номинация за лучший фильм
- 2003 — 5 премий «Независимый дух»: лучший фильм (Джоди Аллен, Кристин Ванчон), лучший режиссёр (Тодд Хейнс), лучшая женская роль (Джулианна Мур), лучшая мужская роль второго плана (Деннис Куэйд), лучшая операторская работа (Эдвард Лэкмен)
- 2003 — 3 премии «Спутник»: лучший фильм — драма, лучший режиссёр (Тодд Хейнс), лучшая мужская роль второго плана — драма (Деннис Хэйсберт), а также 4 номинации: лучшая женская роль — драма (Джулианна Мур), лучшая мужская роль второго плана — драма (Деннис Куэйд), лучший оригинальный сценарий (Тодд Хейнс), лучшая операторская работа (Эдвард Лэкмен)
- 2003 — 2 номинации на премию Гильдии киноактёров США: лучшая женская роль (Джулианна Мур), лучшая мужская роль второго плана (Деннис Куэйд)
- 2003 — номинация на премию Гильдии сценаристов США за лучший оригинальный сценарий (Тодд Хейнс)
- 2002 — премия Национального совета кинокритиков США за лучшую женскую роль (Джулианна Мур), а также попадание в десятку лучших фильмов года
- 2002 — 4 приза Венецианского кинофестиваля: Кубок Вольпи за лучшую женскую роль (Джулианна Мур), Audience Award за лучшую женскую роль (Джулианна Мур), Golden Osella (Эдвард Лэкмен), SIGNIS — особое упоминание (Тодд Хейнс), а также номинация на Золотого Льва